# L'Effet papillon (émission de télévision)
Pour les articles homonymes, voir L'Effet papillon.
 (novembre 2018).
L'Effet Papillon est une émission de télévision consacrée à l'actualité internationale diffusée de 2006 à 2018. Produite par l'agence CAPA, elle est d'abord proposée chaque dimanche à 12 h 10 en clair sur Canal+, puis, à partir de septembre 2009, programmé le samedi à 12 h 40. En Belgique et au Luxembourg, elle était diffusée sur Be 1 le dimanche à 19h35. L'émission est arrêtée en septembre 2018.

## Historique
Ce rendez-vous est présenté à sa création en septembre 2006 par Victor Robert, journaliste-présentateur à Canal+ et I>Télé.
Depuis la rentrée 2007, certains extraits de L'Effet Papillon sont repris dans la rubrique Le Papillon du jour de l'émission quotidienne du midi, L'Édition spéciale.
À partir de septembre 2009, Victor Robert présente sur Canal+ Pop Com et Daphné Roulier lui succède à la présentation de l'émission. Diffusé chaque samedi à 12 h 40, le magazine consacré à l'actualité internationale aborde désormais les sujets nationaux et intègre un journal télévisé présentée par Daphné Roulier.
En septembre 2012, Victor Robert récupère la présentation du magazine à la suite du départ de Daphné Roulier sur D8.
En septembre 2013, Daphné Roulier reprend sa place à la présentation de l'émission.
Depuis septembre 2009, elle est remplacée comme joker par Émilie Besse lors de ses congés ou absences.
À partir de septembre 2016, la durée de l'émission est rallongée et fait maintenant 56 minutes.
Enfin, le 28 septembre 2018, sans raison officielle annoncée, l'émission est déprogrammée de Canal +.
Le 15 novembre 2022, une vidéo est publiée sur les différents réseaux sociaux de l'émission pour annoncer un retour avec 3 nouveaux reportages diffusés exclusivement sur YouTube. Une campagne de financement participatif avec la plateforme KissKissBankBank est alors mise en place pour aider à couvrir les coûts de production, l'équipe étant totalement désolidarisée de Canal+.
La campagne de financement, devant initialement être clôturée à la fin du mois de février 2023, est finalement arrêtée à la fin du mois de janvier faute de communication et d'intérêt du public.

### Identité visuelle

Logo du 6 septembre 2006 à juin 2009 (saisons 1 à 3)
Logo du 31 août 2009 à juin 2014 (saisons 4 à 8)
Logo de l'émission du 6 septembre 2014 à juin 2018 (saisons 9 à 12)
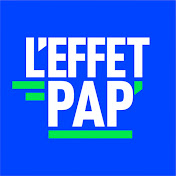
Logo actuel de l'émission (depuis le 6 septembre 2022)

## Concept
Comme en témoigne son titre et son slogan, « Ce qui arrive aux uns a toujours des conséquences pour d'autres... », le concept de ce magazine reprend l'idée de l'effet papillon. Il se propose en effet de découvrir et d'analyser les évènements, à priori insignifiants, qui vont ensuite s'amplifier jusqu'à provoquer des conséquences inattendues. L'émission alterne reportages, sujets décalés, enquêtes et rubriques (Planetarium, Avant Poste et Bonus) pour traiter l'actualité de la planète.
De la rentrée 2012 jusqu'à la onzième saison, l'Effet Papillon propose une rubrique en dessins animés, Le Chiffroscope, qui répond à de grandes questions contemporaines sous forme de démonstration chiffrée.

## Audiences
En mai 2016, PureMédias publie les audiences des émissions en crypté de Canal+, et il y est mentionné que L'Effet Papillon compte 106 000 téléspectateurs en moyenne.